# Convención Nacional Republicana de 1952

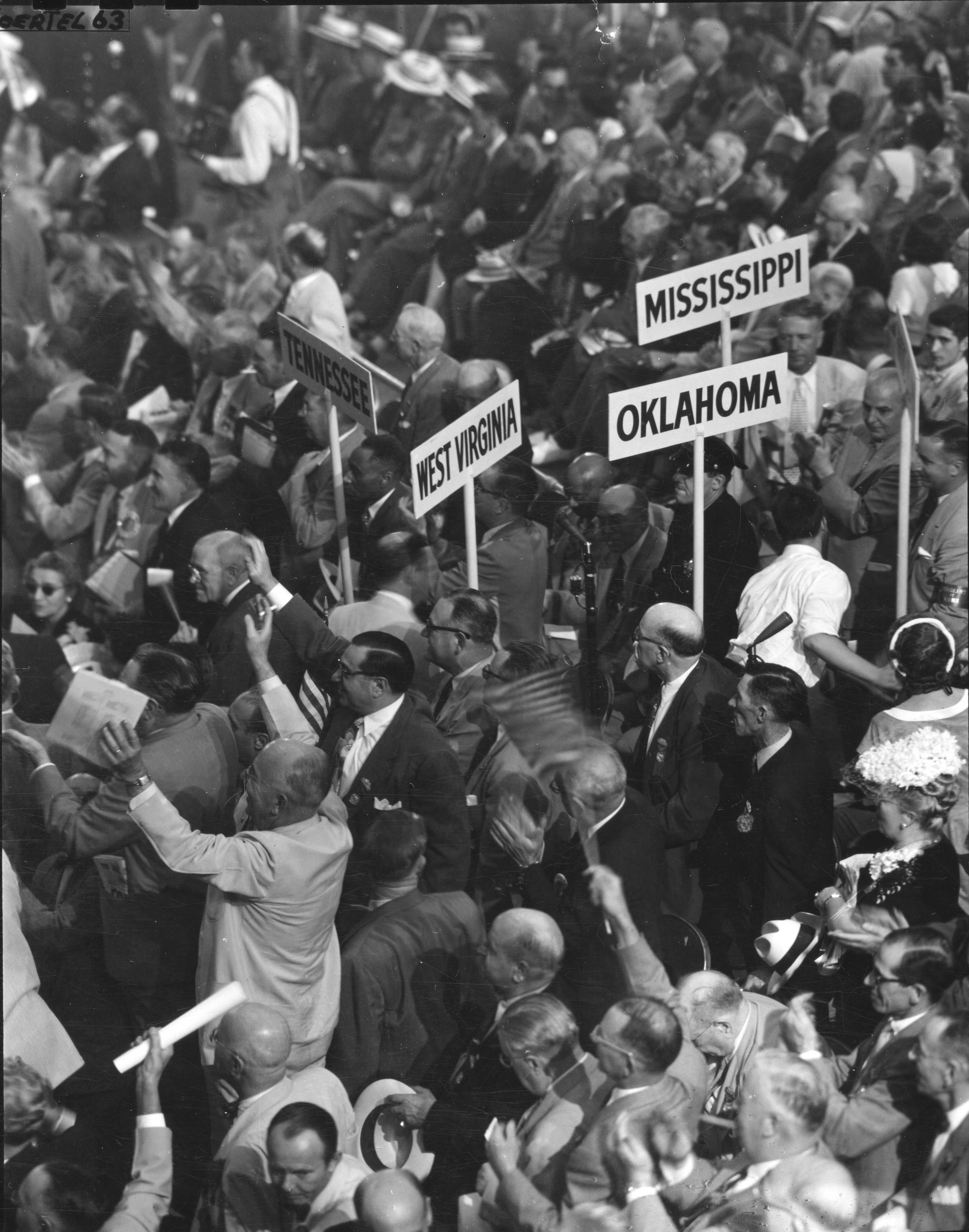
Asistentes a la convención de 1952

La Convención Nacional Republicana de 1952 se llevó a cabo en el Anfiteatro Internacional de Chicago, Illinois, del 7 al 11 de julio de 1952, y nominó al popular general y héroe de guerra Dwight D. Eisenhower de Nueva York, apodado "Ike", para presidente y el senador anticomunista de California, Richard M. Nixon, para vicepresidente.
La plataforma Republicana se comprometió a poner fin a la impopular Guerra en Corea, apoyó el desarrollo de armas nucleares como estrategia de disuasión, a despedir a todos "los holgazanes, incompetentes y empleados innecesarios" del Departamento de Estado, condenó las políticas económicas de las administraciones de Roosevelt y Truman, apoyó la retención de la Ley Taft-Hartley , se opuso a la "discriminación por raza, religión u origen nacional", apoyó la "acción federal hacia la eliminación del linchamiento" y se comprometió a poner fin a la subversión comunista en los Estados Unidos.

## Candidatos presidenciales

### Se retiró antes de la convención
- El empresario Riley A. Bender de Illinois
- El exgobernador de Dakota del Sur
- Representante Thomas H. Werdel de California
- Senador Wayne Morse de Oregón

### Candidatos en la convención
- Dwight D. Eisenhower
- Douglas MacArthur
- Harold Stassen
- Robert A. Taft
- Earl Warren

### Discurso de apertura
El discurso de apertura fue pronunciado por MacArthur, quien se había convertido en un héroe para los republicanos después de que el presidente Truman lo relevó del mando en 1951 debido a su desacuerdo sobre cómo llevar adelante la Guerra de Corea, y tenía esperanzas de obtener la nominación presidencial. En su discurso, MacArthur condenó a la administración Truman por la percepción de pérdida de estatus de Estados Unidos en el escenario internacional, incluidas las críticas a la Conferencia de Yalta y el manejo de la guerra en Corea por parte de la administración. MacArthur también criticó a Truman en el frente interno, culpando a su administración por los salarios que no lograron mantener el ritmo de la inflación posterior a la Segunda Guerra Mundial. El discurso no fue bien recibido y no ayudó en nada a la campaña presidencial de MacArthur. Redujo sus discursos posteriores a la convención y permaneció fuera de la vista del público hasta después de las elecciones.

### La votación

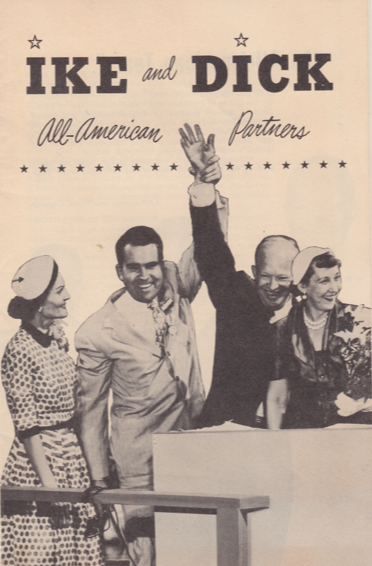
Una pieza de literatura para la campaña de Eisenhower-Nixon, 1952

Se esperaba que la contienda por la nominación presidencial fuera una batalla entre las alas moderada a liberal y conservadora del partido. Los republicanos moderados y liberales (el " establecimiento oriental "), encabezados por el gobernador de Nueva York Thomas E. Dewey, el candidato presidencial fallido del partido en 1944 y 1948, eran en gran parte partidarios de Eisenhower o Warren. El ala conservadora estaba dirigida por Taft, quien había intentado sin éxito la nominación presidencial en 1940 y 1948.
En una pelea previa a la convención por el asiento de los delegados, los partidarios de Eisenhower acusaron a la campaña de Taft de intentar obtener delegados de Texas, Georgia y Luisiana, estados que formaban parte del "Sur Sólido" del Partido Demócrata, donde los republicanos tenían poca o ninguna organización, porque tradicionalmente no les fue bien en las elecciones generales. El Comité Nacional Republicano dominado por Taft apoyó a Taft en la disputa. Cuando los comités de delegados se reunieron para considerar el tema antes de que se reuniera la convención, apoyaron la posición de Eisenhower. Despojados de 42 delegados de los estados en disputa, los patrocinadores de Taft se dieron cuenta de que sus posibilidades de vencer a Eisenhower eran escasas.
En comentarios durante la pelea de delegados, el partidario de Taft Everett Dirksen criticó duramente a Dewey y al ala moderada a liberal del partido, que lo había dominado desde 1940. Al describir las campañas presidenciales fallidas del partido de 1940, 1944 y 1948, señaló a Dewey, que estaba sentado con la delegación de Nueva York, y gritó "¡Te seguimos antes y nos llevaste por el camino de la derrota!" La condena de Dirksen a Dewey desencadenó manifestaciones sostenidas anti-Dewey y pro-Taft.
Dirksen nominó a Taft. Eisenhower fue nominado por el gobernador de Maryland Theodore McKeldin, quien hizo obvias propuestas al ala conservadora al mencionar las raíces de Eisenhower en el medio oeste de Kansas y el hecho de que había comenzado a asistir a la Academia Militar de los Estados Unidos durante la administración presidencial del padre de Robert Taft, William Howard Taft. McKeldin describió la carrera de Eisenhower en los niveles más altos del ejército como evidencia de que pudo asumir las responsabilidades de la presidencia de inmediato y su renombre internacional como un activo que permitiría al partido unificar sus alas dispares y hacer incursiones entre los demócratas y votantes independientes. La nominación de McKeldin fue apoyada por el gobernador de Kansas, Edward F. Arn, el presidente del Partido Republicano de Oregón, Robert A. Elliott, la Sra. Alberta Green, delegada de West Plains, Missouri, y Hobson R. Reynolds, legislador estatal de Filadelfia.
Después de que se completaron las nominaciones, incluidos los discursos en nombre de Earl Warren, Harold Stassen y Douglas MacArthur, los delegados procedieron a votar. Después de la primera votación, Eisenhower tenía 595 votos, nueve menos de la nominación, que requería 604.  Taft tenía 500, Warren 81, Stassen 20 y MacArthur 10. Los partidarios de Warren se negaron a cambiar sus votos a Eisenhower porque todavía esperaban un punto muerto que podría permitir a Warren obtener la nominación como una opción de compromiso. Stassen no había recibido el 10 por ciento de los votos, lo que liberó a los delegados de Minnesota de su estado natal de su promesa de apoyarlo. La mayoría de los delegados de Stassen, encabezados por Warren E. Burger, cambiaron sus votos a Eisenhower, que le dio 614 votos y la nominación presidencial. Otras delegaciones comenzaron a cambiar a Eisenhower, y el total revisado de la primera votación fue:
| Votación presidencial, RNC 1952          |                         |                           |
| Contendiente: papeleta                   | 1.º antes de los turnos | 1.º después de los turnos |
| General Dwight D. Eisenhower             | 595                     | 845                       |
| Senador de Ohio Robert A. Taft           | 500                     | 280                       |
| Gobernador Earl Warren de California     | 81                      | 77                        |
| ExGobernador de Minnesota Harold Stassen | 20                      | 0                         |
| General Douglas MacArthur                | 10                      | 4                         |

Después de que se anunciaron los votos totales revisados, los partidarios de Taft y Warren se movieron para nominar por unanimidad a Eisenhower, lo que hicieron los delegados. Tan pronto como Eisenhower fue nominado, visitó a Taft personalmente para solicitar su respaldo y obtener la promesa de que Taft apoyaría la candidatura republicana. Taft aceptó de inmediato y respaldó lealmente a Eisenhower durante la campaña de las elecciones generales.

#### Vicepresidencial
El discurso del senador Richard M. Nixon en una recaudación de fondos del Partido Republicano estatal en la ciudad de Nueva York el 8 de mayo de 1952 impresionó al gobernador Thomas E. Dewey, quien era un partidario de Eisenhower y había formado una delegación pro-Eisenhower de Nueva York para asistir al evento de la convención nacional. En una reunión privada después del discurso, Dewey sugirió a Nixon que sería un candidato a vicepresidente adecuado en la lista con Eisenhower. 
Nixon asistió a la convención como delegado comprometido con Earl Warren y representó a California en el comité de plataforma de la convención. En comentarios previos a la convención a los periodistas, Nixon promocionó a Warren como el caballo oscuro más prominente y sugirió que si Warren no era el candidato presidencial, el colega del Senado de Nixon, William Knowland, sería una buena opción para vicepresidente. Mientras continuaban los procedimientos de la convención, Warren se preocupó de que Nixon estuviera trabajando para Eisenhower mientras que aparentemente se comprometió con Warren. Warren le preguntó a Paul H. Davis de la Hoover Institution de la Universidad de Stanford, que había sido vicepresidente de Columbia University mientras Eisenhower era el presidente de la escuela, para decirle a Eisenhower que Warren estaba resentido con tales acciones y quería que se detuvieran. Eisenhower le informó a Davis que no se oponía a Warren, porque si Taft y Eisenhower se estancaban, entonces Warren sería su primera opción para la nominación. En la misma conversación, Eisenhower indicó que si ganaba la nominación, Nixon sería su primera opción para la vicepresidencia, porque Eisenhower creía que el partido necesitaba promover líderes agresivos, capaces y jóvenes. Eisenhower desarrolló más tarde una lista de siete candidatos potenciales, con el nombre de Nixon en la parte superior.
Después de la nominación de Eisenhower, sus partidarios clave se reunieron para discutir las posibilidades de vicepresidente. Eisenhower informó al presidente del grupo, Herbert Brownell Jr., que no deseaba aparecer para dictar la convención patrocinando formalmente a un solo candidato, por lo que el grupo revisó a varios, incluidos Taft, Everett Dirksen y Alfred E. Driscoll, todos los cuales rechazaron rápidamente. Dewey luego elevó el nombre de Nixon; el grupo rápidamente estuvo de acuerdo. Brownell consultó con Eisenhower, quien indicó su aprobación. Brownell luego llamó a Nixon para informarle que él era la elección de Eisenhower. Nixon aceptó, luego se fue a la habitación de hotel de Eisenhower para discutir los detalles de la campaña y los planes de Eisenhower para su vicepresidente si el boleto tenía éxito en las elecciones generales.
Los delegados pronto se reunieron para formalizar la selección. Nixon le pidió a Knowland que lo nominara, y Knowland estuvo de acuerdo. Después de que el partidario de Taft, John W. Bricker, rechazara la solicitud de Nixon de respaldar la nominación, Driscoll accedió a hacerlo. No hubo otros candidatos y Nixon fue nominado por aclamación.

## Cobertura de televisión

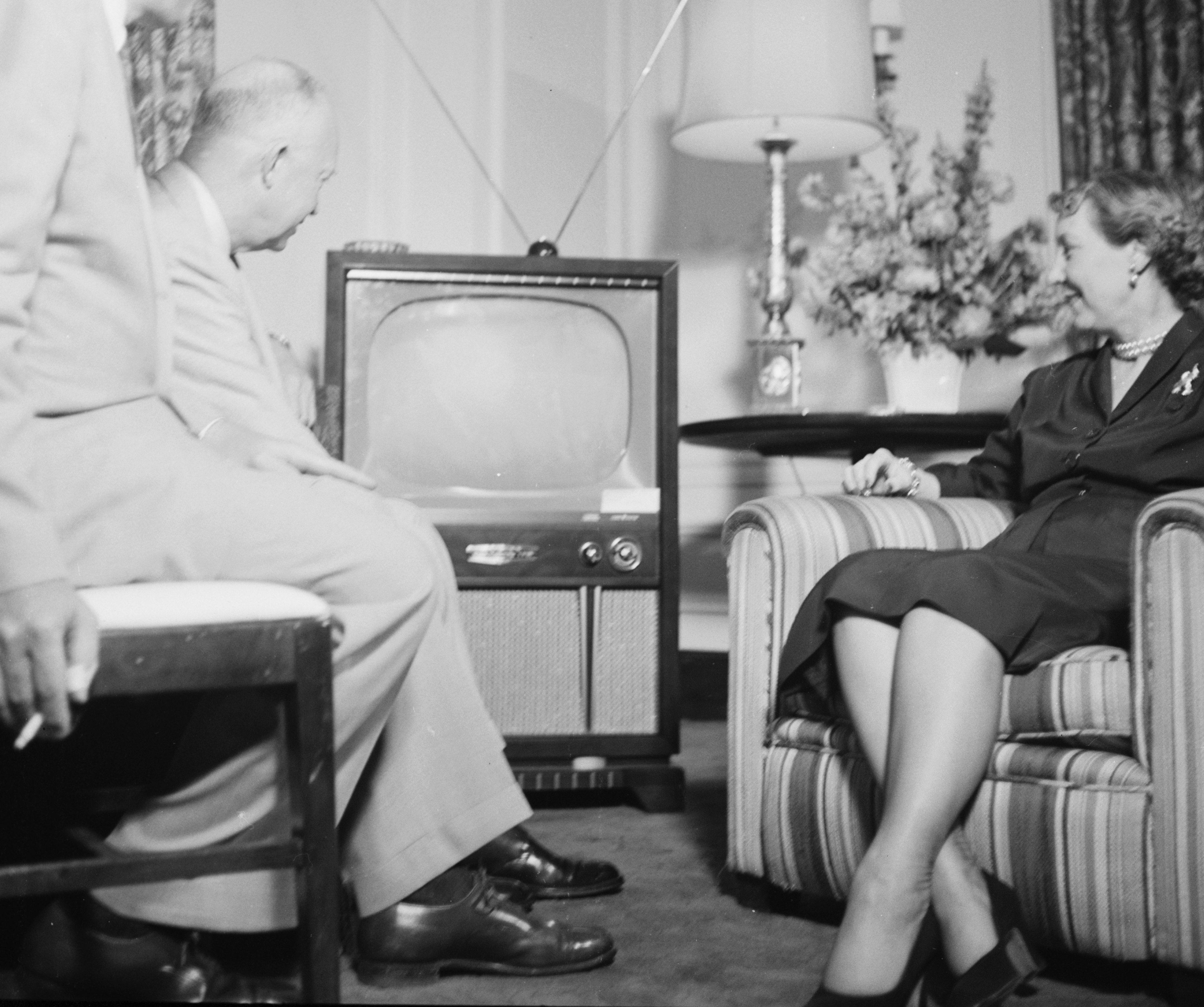
Dwight y Mamie Eisenhower viendo la televisión durante la convención.

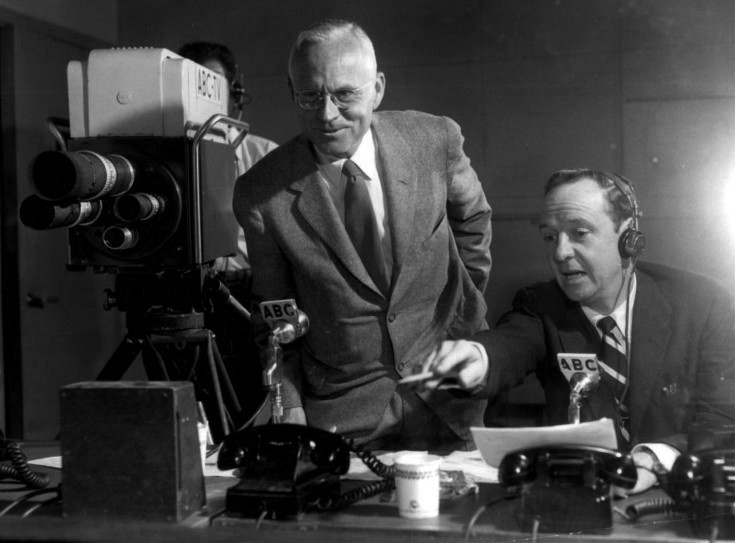
Quincy Howe y John Daly dirigiendo la cobertura de la convención de ABC en 1952.

La convención republicana de 1952 fue la primera convención política televisada en directo de costa a costa. Los experimentos en las convenciones de radiodifusión regional se llevaron a cabo durante las convenciones republicanas y demócratas en 1948; sin embargo, 1952 fue el primer año en el que las redes llevaron a cabo una cobertura nacional de convenciones políticas. Se colocaron cámaras fijas en la parte posterior y a los lados del Anfiteatro Internacional para que la prensa las usara colectivamente. Ninguno de ellos ofreció una toma directa del podio en el escenario, por lo que muchas redes complementaron su cobertura con tomas de sus propias cámaras portátiles.
El impacto de la transmisión de la Convención Republicana fue inmediato. Después de observar atentamente la Convención Republicana, el Partido Demócrata hizo modificaciones de última hora a su convención celebrada en el mismo lugar para hacer su transmisión más atractiva para las audiencias televisivas. Construyeron una torre en el centro del salón de convenciones para permitir una mejor toma del podio, y los demócratas ejercieron más control sobre las tomas de las cámaras y la conducta de los delegados frente a las cámaras.
En 1956, el efecto de la televisión afectó aún más a las convenciones republicana y demócrata. Las convenciones se compactaron en extensión, eliminando en gran medida las sesiones diurnas y disminuyendo la cantidad de discursos de bienvenida y discursos de organizaciones parlamentarias (como los discursos de apoyo para candidatos a vicepresidentes, que fueron eliminados). Además, las convenciones recibieron temas de campaña superpuestos y sus sesiones se programaron para maximizar la exposición a la audiencia en horario de máxima audiencia. Para proporcionar una transmisión más telegénica, los pasillos de la convención se engalanaron con pancartas y otras decoraciones, y las cámaras de televisión se colocaron en ángulos más favorecedores. 